# Веретенников, Алексей Николаевич
Алексе́й Никола́евич Верете́нников (1871 — после 1927) — петербургский архитектор.

## Биография
Окончил гимназию Императорского человеколюбивого общества. Учился в Институте гражданских инженеров (1891—1896). Окончил институт со званием гражданского инженера с правом на чин X класса.
Архитектор Министерства юстиции, зданий судебных установлений, финансовых обществ. Член совета Общества гражданских инженеров (1900-е). Директор правления Строительного товарищества на паях (1910-е).

## Постройки в Петербурге
Известные работы архитектора А. Н. Веретенникова в Санкт-Петербурге. Указаны современные адреса:
- Доходный дом. Жуковского ул., 35 (1898)[4]
- Доходный дом. 11-я линия, 44. 1898. (Расширен).
- Доходный дом В. К. фон Анрепе (включение в существующее здание). Большой пр. ПС, 64—66 — Ленина ул., 11 — Полозова ул., 2 (1898)[5]
- Доходный дом В. П. Бриекорна. Ул. Жуковского, 7—9. 1898—1900
- Доходный дом. Ул. Куйбышева, 30. 1899
- Доходный дом. 6-я Советская ул., 22 — Красноборский пер., 3. Расширение. 1900, 1906
- Доходный дом Н. А. Тирана. Саперный пер., 10 — Гродненский пер., 1. 1900—1901. Включён существовавший дом
- Доходный дом. Ул. Достоевского, 10. 1902
- Здание Русского страхового о-ва. Гороховая ул., 7 — М. Морская ул., 15. Надстройка. 1912. Совместно с Б. А. Аипавским
- Дома о-ва «Петербургский частный ломбард». Суворовский пр 22 — 7-я Советская ул., 14—16. Надстройка и расширение. 1912—1913